# Uleåborgs domkyrka
Uleåborgs domkyrka är domkyrka för Uleåborgs stift inom den evangelisk-lutherska kyrkan i Finland.
Uleåborgs domkyrka är en nyklassicistisk kyrkobyggnad i den finländska staden Uleåborg i landskapet Norra Österbotten. Ursprungligen byggdes kyrkan mellan åren 1770 och 1776 efter ritningar av arkitekten Daniel Hagman. Efter den stora stadsbranden 1822 förnyades kyrkan 1827–1832. Ritningarna var gjorda av arkitekten Carl Ludvig Engel. Det 50 meter höga kyrktornet blev färdigt 1844. År 1932 förnyades kyrkans kupol.
Ursprungligen kallades kyrkan Sofia Magdalena kyrka, efter kung Gustav III:s hustru Sofia Magdalena av Danmark. Sedan år 1900 har kyrkan fungerat som domkyrka. Kyrkans huvudorgel är gjord av Kangasala orgelbyggeri 1938. Kororgeln är från 1983. År 1999 fick kyrkan en cembalo.

## Orgel
- 1651 byggde Petter Hansson Thel, Gävle en orgel med 14 stämmor. Orgeln kostade 1522 daler kopparmynt. Den slogs sönder under ett anfall 1714.[1]
- 1726 byggde Johan Christopher Beijer en orgel med 14 stämmor (8 stämmor i manualen och 6 stämmor i pedalen). Orgeln bekostades till viss del av handelsmannen Carl Fagerholm.[1]